# Ingo Hanselmann
Ingo Hanselmann (Lebensdaten unbekannt), auch „Lord“ genannt, war ein deutscher Fußballspieler.

## Karriere
Hanselmann gehörte von 1907 bis 1909 dem FC Stuttgarter Cickers an, für den er als Stürmer in den vom Verband Süddeutscher Fußball-Vereine organisierten Meisterschaften im Gau Schwaben in der regional höchsten Spielklasse Punktspiele bestritt. Während seiner Vereinszugehörigkeit gewann er drei regionale Meisterschaften, darunter die Süddeutsche Meisterschaft. Mit diesem Erfolg war er als Teilnehmer an der Endrunde um die Deutsche Meisterschaft qualifiziert. Mit der Mannschaft erreichte er das am 7. Juni 1908 in Berlin angesetzte Finale gegen den BTuFC Viktoria 89, nachdem er zuvor das mit 5:2 gegen den Freiburger FC gewonnene Viertelfinale und das mit 5:1 gegen den Duisburger SpV gewonnene Halbfinale bestritten, dabei den Stammspieler Otto Löble vertreten und mit insgesamt drei Toren zum Einzug ins Finale beigetragen hatte. Dieses wurde auf dem Germania-Platz vor 4.000 Zuschauern jedoch mit 1:3 verloren. Auch in der darauffolgenden Saison war er für die Cickers aktiv. Über sein weiteres Leben ist nichts bekannt.

## Erfolge
- Finalist Deutsche Meisterschaft 1908
- Süddeutscher Meister 1908
- Südkreismeister 1908
- Schwäbischer Meister 1908